# ペアスケーティング

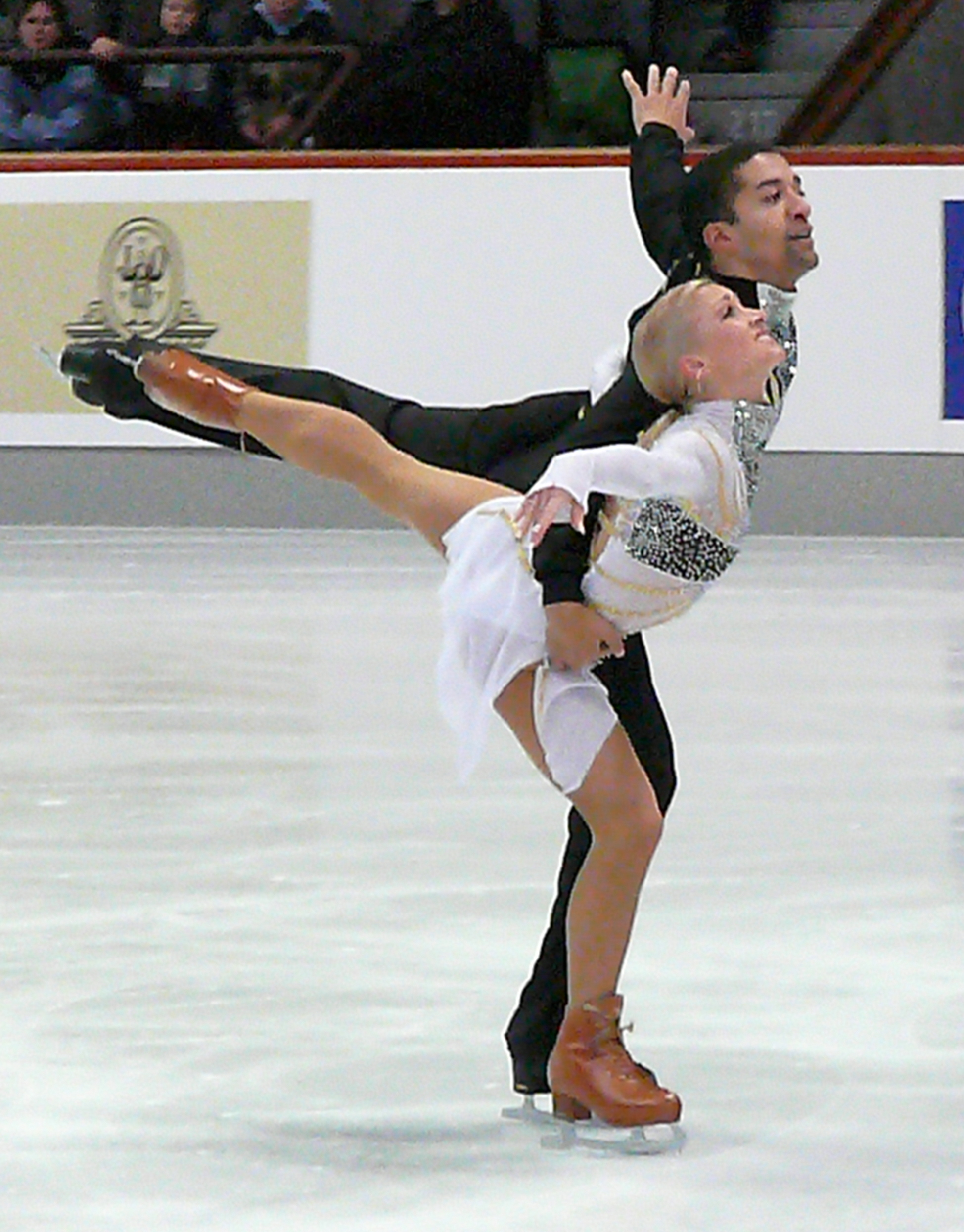
サフチェンコ&ゾルコーヴィ組

ペアスケーティング（Pair skating）は、フィギュアスケート競技のひとつ。国際スケート連盟の競技ルールでは、「1人の女性と1人の男性から成る2人組」と定められている。

## 概要
2人組で滑る競技で、シングル同様ショートプログラムとフリースケーティングがある。ペアスケーティング独特の技であるスロージャンプやリフトなどの技に重点が置かれるが、中には失敗すると危険な要素も多く、フィギュア競技で最もダイナミックかつアクロバティックな競技と言われる。ロシア、中国、ドイツ、カナダなどが有力選手を数多く輩出している。
一般に滑走中女性を持ち上げたり、放り投げたりなど男性の負担がかなり大きい。筋力のある背の高い競技参加男性が日本には少ないため、全日本フィギュアスケート選手権のペア競技でも過去に参加者がいなかった年もある。オリンピックに出場するためペアを組みたい日本人女性が男性側の国籍を取得する例があった（伊奈恭子・井上怜奈・川口悠子など）。

## 国際スケート連盟ルール

### ショートプログラム
- 演技時間：2分40秒。±10秒の幅が認められている（それまでのシーズンでは2分50秒だった）。
- 使用楽曲：選曲は自由。歌詞の入った楽曲も使用可能
- 必須要素：合計7つ
  - リフト
  - ツイストリフト
  - スロージャンプ
  - ソロジャンプ
  - ソロスピンまたはペアスピン（隔年で変わる）
  - デススパイラル
  - ステップシークエンス

余分な要素があったり、ミスをした要素をやり直したりしてはいけない。

### フリースケーティング
- 演技時間：4分。±10秒の幅が認められている（2018-2019年シーズンより。それまでのシーズンでは4分30秒だった）。
- 使用楽曲：選曲は自由。歌詞の入った楽曲も使用可能
- 必須要素：最大12
  - リフト（3つまで）
  - ツイストリフト・スロージャンプ（異なるものを2つまで）
  - ソロジャンプ
  - ジャンプコンビネーションもしくはジャンプシークエンス
  - ソロスピン
  - ペアスピン
  - デススパイラル
  - コレオグラフィックシークエンス

ショートプログラムと比べると演技に弾力性はあるが、ミスをした要素をやり直してはいけない。